# Жайма (посёлок)
Жайма— посёлок в Манском районе Красноярского края, входит в состав Выезжелогского сельсовета.

## География
Находится в южной части района в примерно в 96 километрах по прямой на юг от районного центра села Шалинское у одноименного разъезда железнодорожной линии Абакан-Тайшет.

## Климат
Климат резко континентальный с холодной, продолжительной зимой и коротким жарким летом. Средние температуры июля и августа не опускаются ниже 17,6 °С. Периоды с температурой выше 0 и 10 °С имеют продолжительность, соответственно 183 и 103 дня. Длительность безморозного периода не превышает 83 дня. Относительная влажность воздуха довольно высокая. Средняя температура января −18,2°С, июля +19,1 °С. Абсолютный минимум температур — 53 °С, максимум +36 °С. Среднее количество осадков, выпадающих с ноября по март — 85 мм, с апреля по октябрь — 369 мм. Появление устойчивого снежного покрова приходится на октябрь — ноябрь. Средняя дата образования устойчивого снежного покрова 2 ноября. Средняя высота снежного покрова за зиму 29 см..

## Население
| 2010 |
| ---- |
| 58   |

Постоянное население составляло 81 человек в 2002 году (96 % русские), 58 человек в 2010 году.